# Vaca-do-mato
A vaca-do-mato (Alcelaphus buselaphus), também conhecida em português como búbalo, caama, gondonga ou tancon, ou ainda pelo nome inglês de hartebeest, é uma espécie de antílope africano.
A espécie tem oito subespécies, duas das quais eram até há pouco tempo consideradas espécies separadas: a caama (Alcelaphus buselaphus caama, antes Alcelaphus caama) e a gondonga (Alcelaphus buselaphus lichtensteinii, antes Alcelaphus lichtensteinii).
Esse antílope tem uma coloração amarronzada, focinho comprido e chifres com anéis em relevo presentes nos dois sexos.